# Johan Roman
Ej att förväxla med kompositören Johan Helmich Roman.
Johan Roman, död 12 februari 1720, var en svensk violinist. Roman var från 1673 diskantist och violinist vid Magnus Gabriel De la Gardies hovkapell, innan han anställdes vid det kungliga hovet 1683. Då han avled 1720 var han en av de högst betalda musikerna i Hovkapellet, men uppges inte ha varit i aktiv tjänst de sista fjorton åren. År 1693 gifte sig Roman med Margaretha von Elswich, dotter till köpmannen Helmich von Elswich, bördig från Lübeck, men verksam i Stockholm. Deras äldste son var Johan Helmich Roman.